# 埃尔维·西内尔沃
埃尔维·奥莉基·西内尔沃（芬蘭語：Elvi Aulikki Sinervo，1912年5月4日—1986年8月28日）是芬兰工人阶级的作家、诗人和翻译家。她的创作高峰期在1931至1956年间。1950年代起她也开始把外语文章翻译成芬兰语。政治理念上她是明显的左派，这也能在她的文章中得到体现。除此之外，她还在战后活跃于芬兰共产党中。

## 文学活动
西内尔沃是1936年成立的文学组织“基拉社”的创始人和中坚人物之一。战后基拉社的活动得到恢复，其影响直至1970年代。
西内尔沃的首部作品为讲述赫尔辛基工人阶层生活的短篇小说集《瑟尔奈伊宁之诗》（Runo Söörnäisistä，1937年）。她的下一部作品是小说《帕拉瓦村的木匠》（Palavan kylän seppä，1939年），讲述的是一个人从芬兰内战返回家乡在仇恨和怀疑的氛围下开始新的生活。她的另一部短篇小说集《上山》（Vuorelle nousu，1948年）是关于芬兰地下共产党活动的经历。她的其它重要作品包括小说《换来儿维尔亚米》（Viljami Vaihdokas，1946年）和《同志，不要叛变》（Toveri, älä petä，1947年）。
1980年她被授予埃诺·雷诺奖。